# Kaplica Częstochowskiej Ikony Matki Bożej w Łosińcu
Kaplica pod wezwaniem Częstochowskiej Ikony Matki Bożej – prawosławna kaplica filialna w Łosińcu. Należy do parafii św. Mikołaja w Tomaszowie Lubelskim, w dekanacie Zamość diecezji lubelsko-chełmskiej Polskiego Autokefalicznego Kościoła Prawosławnego.

## Opis
Kaplica znajduje się na zabytkowym cmentarzu prawosławnym w Łosińcu, w gminie Susiec, powiecie tomaszowskim, województwie lubelskim. Budowla murowana, jednokopułowa, wzniesiona w 1. dekadzie XXI w. (budowę rozpoczęto w 2006) według projektu Michała Bałasza. Nabożeństwa w kaplicy (głównie panichidy) odprawiane są w Niedzielę Przewodnią oraz 1–2 listopada. Święto patronalne – uroczystość Częstochowskiej Ikony Matki Bożej – przypada 19 marca (6 marca według starego stylu).